# Хеймер, Тор
Тор Хеймер (англ. Tor Hamer, род. 20 января 1983, Нью-Йорк, США) — американский боксёр-профессионал, выступавший в тяжёлой весовой категории. Победитель национального турнира «Золотые перчатки» (2008) в любителях.

## Любительская карьера
В 2007 году стал победителем местного Нью-Йоркского отборочного турнира «Золотые перчатки», в финале победив по очкам (4:1) молодого местного ньюйоркца Джаррелла Миллера.
В 2008 году Хеймер стал победителем национальный турнир США «Золотые перчатки» в супертяжёлом весе. В четвертьфинале данного турнира взяв реванш за единственное поражение на любительском ринге, победив соотечественника Ленроя Томпсона.
Всего на любительском ринге Хеймер провёл 35 поединков, 34 из которых выиграл.

## Профессиональная карьера
На профессиональном ринге Хеймер дебютировал в октябре 2008 года в тяжёлой весовой категории.
Провёл 11 беспроигрышных поединков, и в мае 2010 года Хеймер вышел на ринг с непобеждённым 35-летним соотечественником, бывшим баскетболистом, Кельвином Прайсом (6-0). Бой вышел очень напряжённый, но Хеймеру было сложно разорвать дистанцию, которую Прайс контролировал джебом. Поединок вышел довольно равный, но победу раздельным решением присудили Кельвину Прайсу. Хеймер потерпел первое поражение на профессиональном ринге.
В 2010 году Хеймер провёл ещё два поединка и из-за травмы более чем на год покинул ринг.
Тор вернулся в марте 2012 года, победил двух рейтинговых боксёров, и отправился в Великобританию для участия в престижном турнире, Prizefighter.
Хеймер в отличие от именитых Кевина Джонсона и Альберта Сосновского считался андердогом в турнире, но Тор смог опровергнуть прогнозы, и сенсационно выиграл турнир, победив в финале по очкам бывшего претендента на титул чемпиона мира, Кевина Джонсона, и стал чемпионом турнира Prizefighter.
В октябре 2012 года нокаутировал во втором раунде американца Доминика Александра.
22 декабря 2012 года Тор Хеймер встретился с непобеждённым украинским боксёром, Вячеславом Глазковым. Поединок проходил не в очень высоком темпе, но Глазков постоянно менял дистанцию, и всячески доставал американца комбинациями ударов. Хэймер ничего не смог противопоставить мастеровитому Глазкову. В перерыве между четвёртым и пятым раундами угол Хеймера отказался от продолжения поединка. Глазков одержал четырнадцатую победу на профессиональном ринге, и десятую досрочную, и что примечательно, седьмую победу отказом от продолжения боя.
14 августа 2013 года Хеймер нокаутировал в первом раунде Кертсона Мансвелла. А 24 ноября того же года проиграл в титульном бою техническим решением в третьем раунде Энди Руису.